# ایس آو بیس
ایس آو بیس (به انگلیسی: Ace of Base) نام گروه موفق دنس-پاپ سوئدی که در سال ۱۹۹۰ تشکیل شد و اعضای آن اولف اکبرگ و دو خواهر و برادر به نام‌های جوناس برگرن و جنی برگرن می‌باشند. ایشان اولین آلبوم خود را به نام «ملت شاد» در سال ۱۹۹۲ میلادی  منتشر کردند که در جدول موفقیت‌های بزرگ در سراسر دهه ۹۰ قرار گرفت. لین برگرن خواهر جوناس و جنی که به عنوان خواننده اصلی گروه بود برای اختصاص دادن وقت بیشتر به مطالعه و خانواده در سال ۲۰۰۷ از گروه جدا شد.و سپس در سال ۲۰۲۳ به گروه بازگشت.

## موفقیت‌ها
ایس آو بیس، جوایز بسیاری را در طول فعالیت خود به دست آورده و رکوردهای زیادی را نیز شکسته است. اولین آلبوم آنها موفق به ثبت در کتاب رکوردهای جهانی گینس با عنوان بیشترین فروش آلبوم نخستین (Best-Selling Debut Album) شد. این آلبوم موفق به فروش بیش از ۲۳ میلیون نسخه شد و رتبه اول را در حداقل ۱۳ کشور جهان به دست آورد: آرژانتین، کانادا، دانمارک، فرانسه، آلمان، یونان، مجارستان، اسرائیل، نیوزیلند، نروژ، پاراگوئه، انگلستان و آمریکا.
در سال ۱۹۹۴ میلادی گروه موفق به دریافت دو جایزه American Music Awards به انضمام بهترین آهنگ برای The Sign شد و همچنین آنها نامزد سه جایزه گرمی نیز شدند.
۴ سینگل گروه نیز موفق به دریافت گواهی طلایی یا پلاتینی توسط RIAA در آمریکا شد که عبارتند از:
- «All That She Wants»
  - گواهی پلاتینی RIAA (فروش بیش از ۱٬۰۰۰٬۰۰۰ نسخه) در تاریخ ۱۲ نوامبر سال ۱۹۹۳
- «The Sign»
  - گواهی پلاتینی RIAA در ۶ آوریل سال ۱۹۹۴.
جایزه BMI Million-Air در شانزدهم اکتبر سال ۲۰۰۷[۴]
- «Don't Turn Around»
  - گواهی طلایی RIAA در ۲۹ ژوئن سال ۱۹۹۴
- «Cruel Summer»
  - گواهی طلایی RIAA در ۱ سپتامبر ۱۹۹۸

دو آلبوم گروه نیز موفق به کسب گواهی multi-platinum در آمریکا شد:
- The Sign
  - (۱۰ گواهی پلاتینی RIAA = الماس) در ۲۱ مهٔ سال ۲۰۰۲
- The Bridge
  - (۲ گواهی پلاتینی RIAA) در ۲۱ مهٔ سال ۲۰۰۲

به علاوه «The Sign: Home Video Collection» نیز گواهی شده طلایی می‌باشد.
در اروپا Ace Of Base برنده جایزه پرفروش‌ترین خواننده اسکاندیناوی جهان در سال‌های میلادی ۱۹۹۴، ۱۹۹۵، ۱۹۹۶ و ۱۹۹۷ World Music Awards در موناکو شد، که هر سال آنها انجام داده بودند. آنها همچنین برنده جایزه «Pop Newcomer of the Year» در سال ۱۹۹۴ از World Music Awards نیز شدند. همچنین تک‌آهنگ زندگی یک گل است Life is a flower بیشترین آهنگ پخش شدهٔ اروپا در رادیو بود. (سال ۱۹۹۸)
تک آهنگ اصلی، "Locky Love" از آلبوم "پل"، یک رکورد اصلی پاپ بود و در اوت ۱۹۹۵ در مسابقات جهانی دو و میدانی در گوتنبرگ به نمایش درآمد. پس از اکران در ماه اکتبر، در سوئد رتبه اول را به خود اختصاص داد و به اولین نفر برتر چارت در کشورشان تبدیل شد. همچنین در ۲۰ مورد برتر در سراسر اروپا قرار گرفت و در فنلاند به رتبه ۱، دانمارک، ۱۳ در آلمان و ۲۰ در بریتانیا رسید.
Arista Records آهنگ "Beautiful Life" را به عنوان اولین تک آهنگ در ایالات متحده انتخاب کرد که در رتبه ۱۵ در Billboard Hot 100 قرار گرفت و اولین موفقیت آمریکایی برای سازنده‌اش مکس مارتین شد. تبدیل به یکی از پرتقاضاترین ترانه‌سراها و تهیه‌کنندگان جهان شد. این آهنگ به عنوان دومین تک آهنگ از آلبوم "پل" در اکثر کشورها منتشر شد، همچنین در بریتانیا به رتبه ۱۵ رسید و حداقل در ۱۷ کشور در جدول قرار گرفت. میکس آکوستیک جایگزین "Locky Love" به عنوان دومین تک آهنگ ایالات متحده انتخاب شد و در رتبه ۳۰ قرار گرفت.
در انگلستان آهنگ «All That She Wants» بیش از ۶۰۰٬۰۰۰ نسخه فروخت موفق به کسب رتبه سوم پرفروشترین سینگل سال ۱۹۹۳ میلادی شد (بعد از Meat Loaf و UB۴۰). گروه رتبه دوازدهم UK top 40 singles را بدست آورد و این سینگل ده بار در Top Of The Pops شبکه BBC اجرا شد.

## آلبوم‌ها
- ۱۹۹۳: Happy Nation یا The Sign
- ۱۹۹۵: The Bridge
- ۱۹۹۸: Flowers یا Cruel Summer
- ۱۹۹۹: Singles of the 90s یا Greatest Hits
- ۲۰۰۲: Da Capo
- ۲۰۰۸: Remix Album